# Held der Arbeit der Russischen Föderation

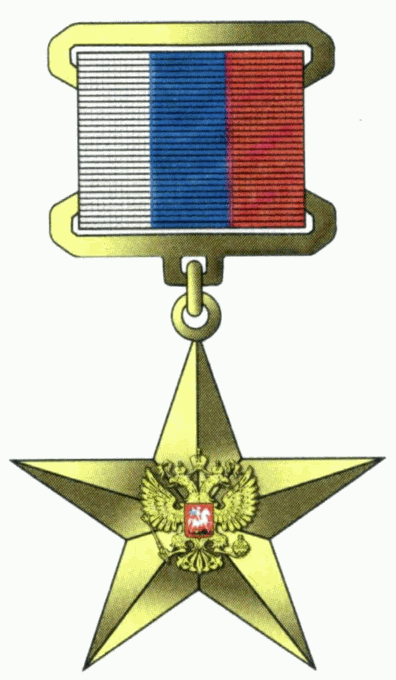
Der Orden „Held der Arbeit der Russischen Föderation“

Held der Arbeit der Russischen Föderation (russisch Герой Труда Российской Федерации/ Geroi Truda Rossijskoi Federazii; wiss. Transliteration Geroj Truda Rossijskoj Federacii) ist ein Titel, den der Präsident der Russischen Föderation am 29. März 2013 durch Ukas Nr. 294 „Über Einführung der Auszeichnung Held der Arbeit der Russischen Föderation“ einführte. Er knüpft an die Tradition des Titels Held der sozialistischen Arbeit in der Sowjetunion an, nach dessen Vorbild die DDR (und andere Länder des sowjetischen Einflussbereichs) verdiente Menschen als Held der Arbeit auszeichnete, und soll „besondere Arbeitsleistungen vor dem Staat und dem Volk“ würdigen. Die Träger erhalten neben einer Urkunde auch eine Gold-Medaille mit einem Gewicht von 15,25 Gramm.
Die ersten Träger des Titels Held der Arbeit der Russischen Föderation, denen er am 1. Mai 2013 von Präsident Putin in Sankt Petersburg verliehen wurde, sind Dirigent Waleri Gergijew, ein Neurochirurg, ein Fabrikarbeiter, ein Bergarbeiter und ein Maschinenführer.